# Фернандо Руфіно
Фернандо Руфіно де Пауло (Ельдорадо, 22 травня 1985) — бразильський параканоїст. Виграв золоту медаль на літніх Олімпійських іграх 2020 року в Токіо.

## Біографія
Його повне ім'я — Фернандо Руфіно де Пауло, який народився 1985 року в Бразилія.
Наїзник на родео, Фернандо завжди хотів подорожувати світом і хотів зайнятися якимось видом спорту, який допоміг би йому втілити цю мрію. Тому у 2012 році він захопився параканое і незабаром досяг хороших результатів на чемпіонатах світу. Він виграв золоту медаль на Літніх Паралімпійських іграх 2020 у Токіо у чоловічому змаганні VL2 у ваа. Крім того, що він був першим золотим призером, який представляв Бразилію на Паралімпійських іграх у Токіо.